# فهرست وابسته‌های دیپلماتیک در آلمان

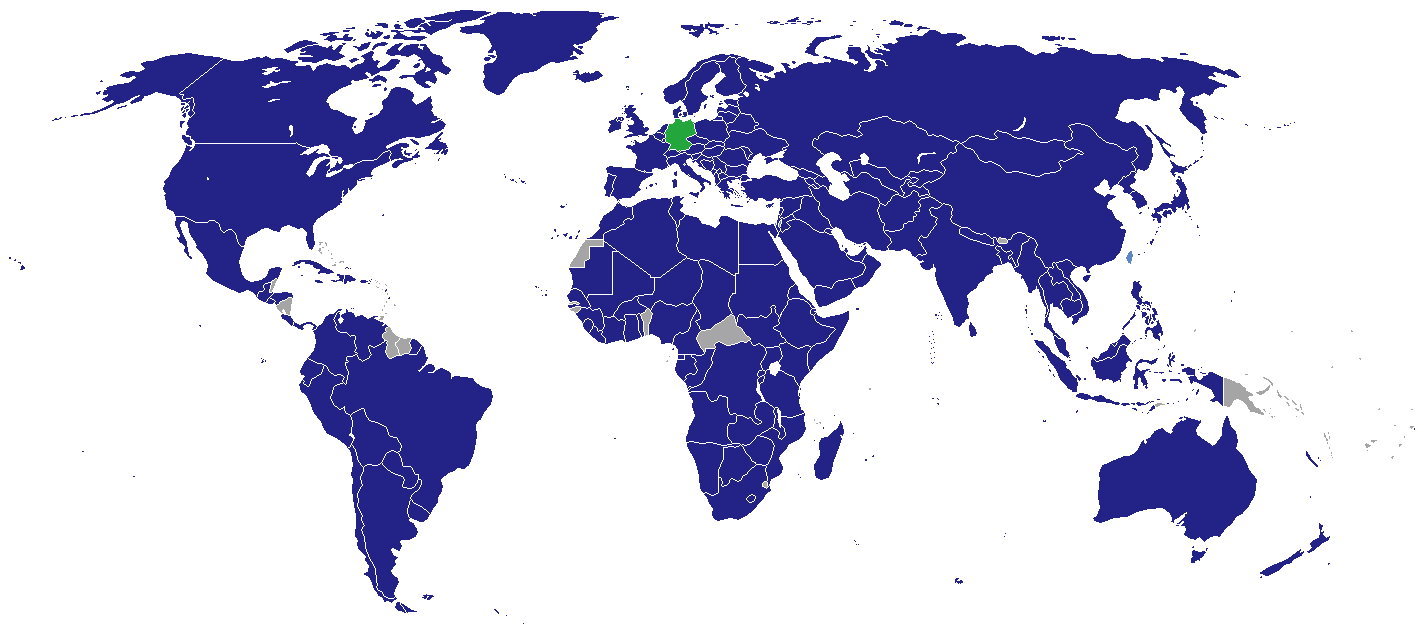
نقشه سفارت‌ها در آلمان

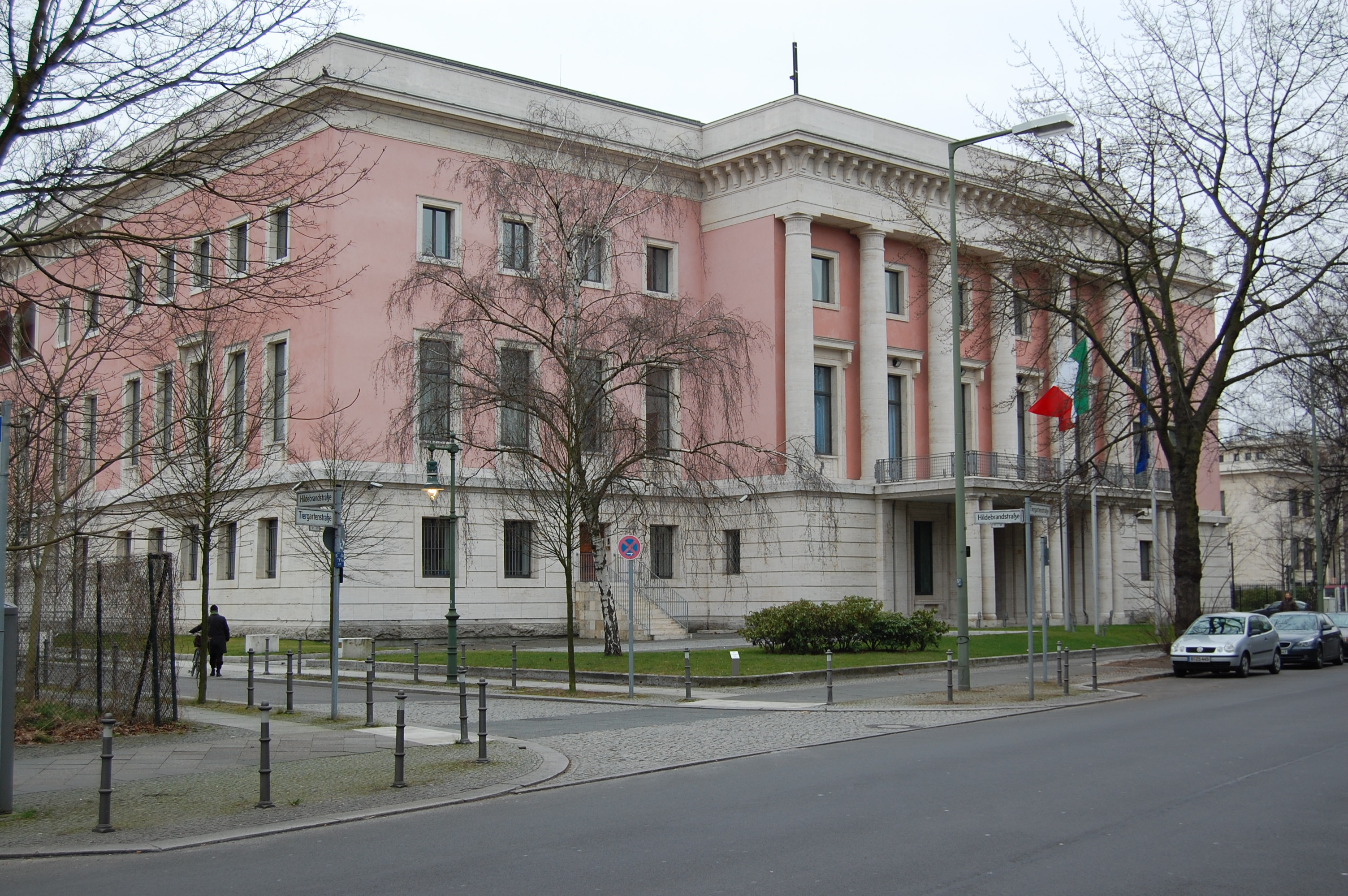
سفارت ایتالیا در برلین

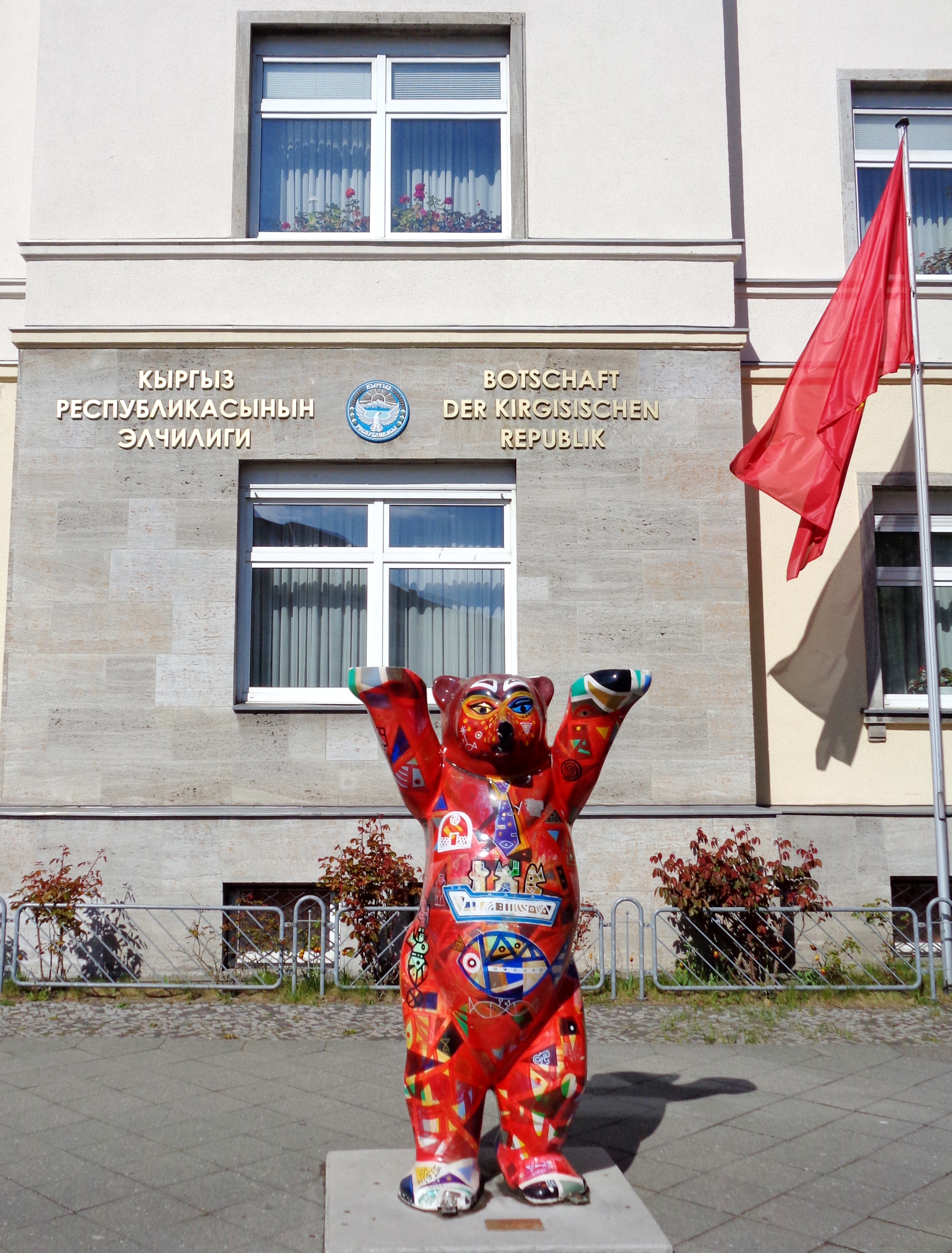
سفارت قزاقستان در برلین

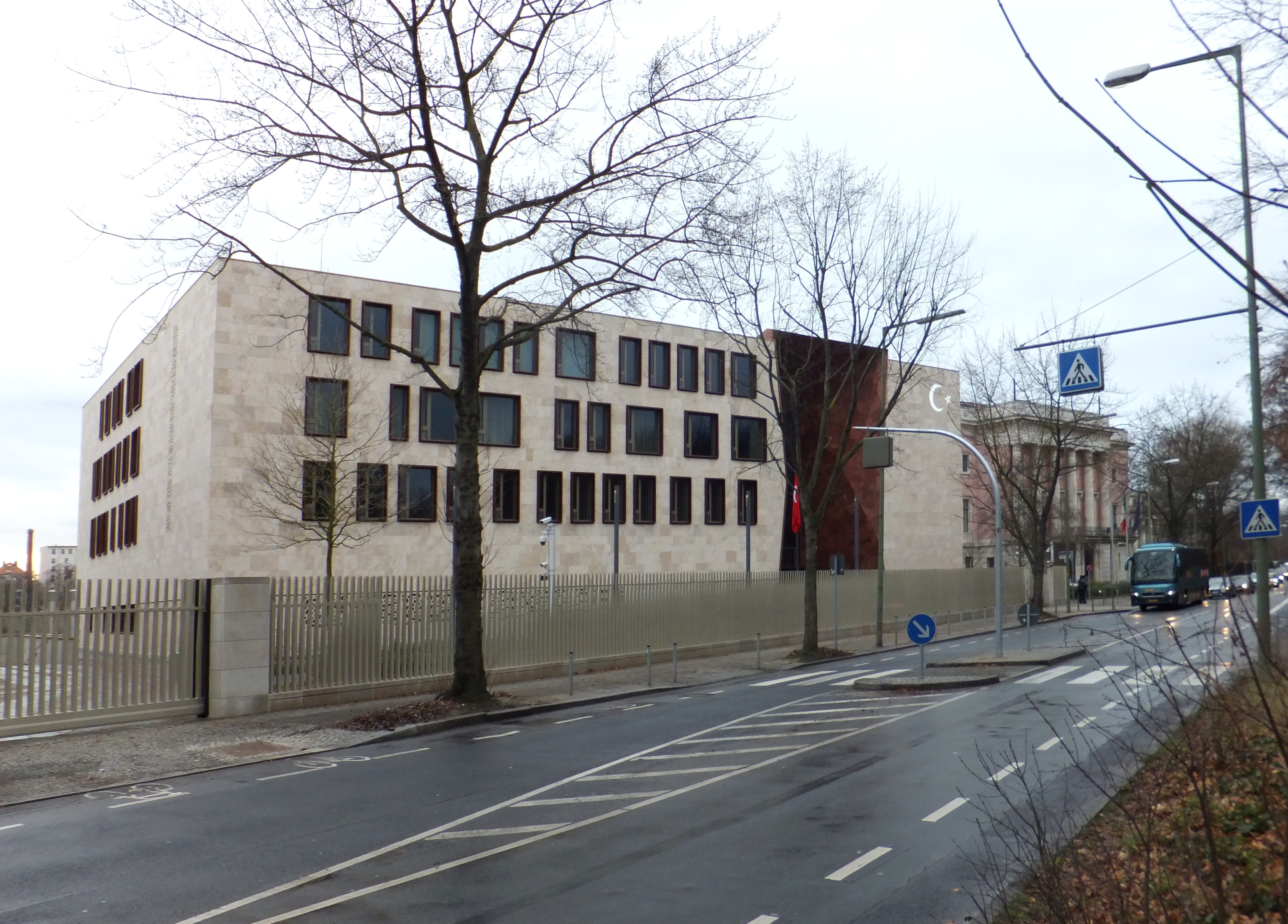
سفارت ترکیه در برلین

این صفحه فهرست سفارت‌ها در آلمان را نشان می‌دهد. در حال حاضر آلمان میزبان ۱۵۹ سفارت است. چند کشور سفارت‌های خود را در بن پایتخت آلمان غربی سابق حفظ می‌کنند در حالی که بیشتر آن‌ها در برلین قرار دارند. چندین کشور دیگر سفیران معتبر در آلمان دارند که بیشتر آن‌ها در لندن و بروکسل و پاریس ساکن هستند. 

## سفارت‌ها

### برلین
- افغانستان
- آلبانی
- الجزایر
- آنگولا
- آرژانتین
- ارمنستان
- استرالیا
- اتریش
- جمهوری آذربایجان
- بحرین
- بنگلادش
- بلاروس
- بلژیک
- بنین
- بولیوی
- بوسنی و هرزگوین
- بوتسوانا
- برزیل
- برونئی
- بلغارستان
- بورکینافاسو
- بوروندی
- کامبوج
- کامرون
- کانادا
- کیپ ورد
- چاد
- شیلی
- چین
- کلمبیا
- جمهوری دموکراتیک کنگو
- جمهوری کنگو
- کاستاریکا
- کرواسی
- کوبا
- قبرس
- جمهوری چک
- دانمارک
- جیبوتی
- جمهوری دومینیکن
- اکوادور
- مصر
- السالوادور
- گینه استوایی
- اریتره
- استونی
- اتیوپی
- فنلاند
- فرانسه
- گابن
- گرجستان
- غنا
- یونان
- گواتمالا
- گینه
- گینه بیسائو
- هائیتی
- سریر مقدس
- هندوراس
- مجارستان
- ایسلند
- هند
- اندونزی
- ایران
- عراق
- جمهوری ایرلند
- اسرائیل
- ایتالیا
- ساحل عاج
- جامائیکا
- ژاپن
- اردن
- قزاقستان
- کنیا
- کوزوو
- کویت
- قرقیزستان
- لائوس
- لتونی
- لبنان
- لسوتو
- لیبریا
- لیبی
- لیختن‌اشتاین
- لیتوانی
- لوکزامبورگ
- ماداگاسکار
- مالاوی
- مالزی
- مالدیو
- مالی
- مالت
- موریس
- موریتانی
- مکزیک
- مولدووا
- موناکو
- مغولستان
- مونته‌نگرو
- مراکش
- موزامبیک
- میانمار
- نامیبیا
- نپال
- هلند
- نیوزیلند
- نیکاراگوئه
- نیجر
- نیجریه
- کره شمالی
- مقدونیه شمالی
- نروژ
- عمان
- پاکستان
- پاناما
- پاراگوئه
- پرو
- فیلیپین
- لهستان
- پرتغال
- قطر
- رومانی
- روسیه
- رواندا
- عربستان سعودی
- سنگال
- صربستان
- سیرالئون
- سنگاپور
- اسلواکی
- اسلوونی
- سومالی
- آفریقای جنوبی
- کره جنوبی
- سودان جنوبی
- اسپانیا
- سری‌لانکا
- سودان
- سوئد
- سوئیس
- سوریه
- تاجیکستان
- تانزانیا
- تایلند
- توگو
- تونس
- ترکیه
- ترکمنستان
- اوگاندا
- اوکراین
- امارات متحده عربی
- بریتانیا
- ایالات متحده آمریکا
- اروگوئه
- ازبکستان
- ونزوئلا
- ویتنام
- یمن
- زامبیا
- زیمبابوه

## کنسولگری‌ها

### بن

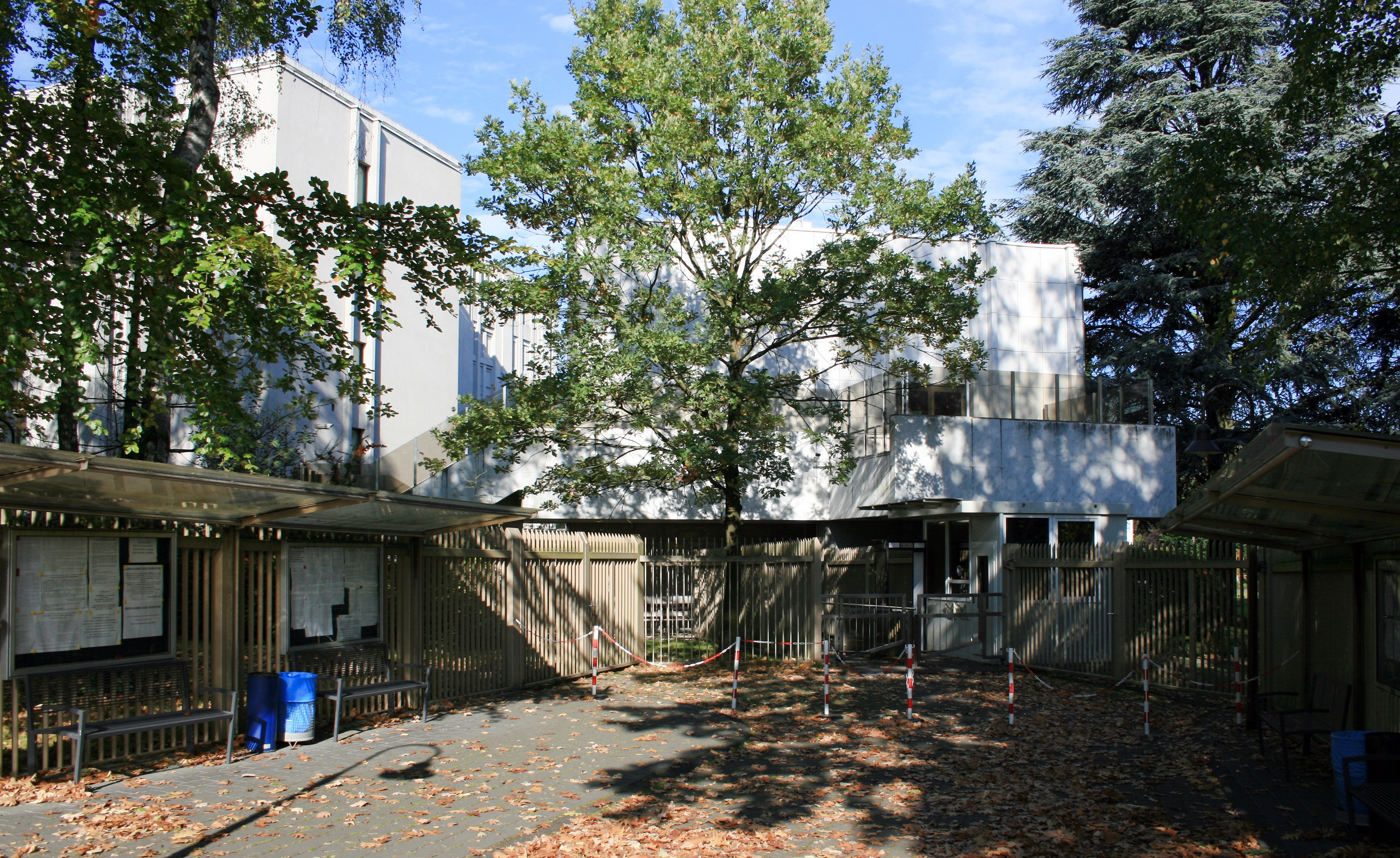
کنسولگری روسیه در بن.

- آرژانتین
- چین (دفتر شعبه سفارت)
- کوبا (اداره روابط خارجی)
- قزاقستان (دفتر شعبه سفارت)
- قرقیزستان (دفتر شعبه سفارت)
- لیبی (دفتر شعبه سفارت)
- مقدونیه شمالی (دفتر شعبه سفارت)
- رومانی
- روسیه
- کره جنوبی (دفتر شعبه سفارت)
- امارات متحده عربی (دفتر شعبه سفارت)
- ایالات متحده آمریکا (دفتر شعبه سفارت)

### برمن
- ایالات متحده آمریکا (دفتر کنسولی)

### کلن
- بلژیک
- یونان
- ایتالیا[۱]
- لهستان
- ترکیه

### دورتموند
- ایتالیا (کنسولگری)

### درسدن
- جمهوری چک

### دوسلدورف
- کانادا (کنسولگری)
- چین
- کرواسی
- جمهوری چک
- فرانسه
- یونان
- ژاپن
- مراکش
- هلند
- پرتغال
- صربستان
- اسپانیا
- سوئیس
- ترکیه
- اوکراین (دفتر شعبه سفارت)
- بریتانیا
- ایالات متحده آمریکا

### اسن
- ترکیه

### فلنسبورگ
- دانمارک

### فرانکفورت

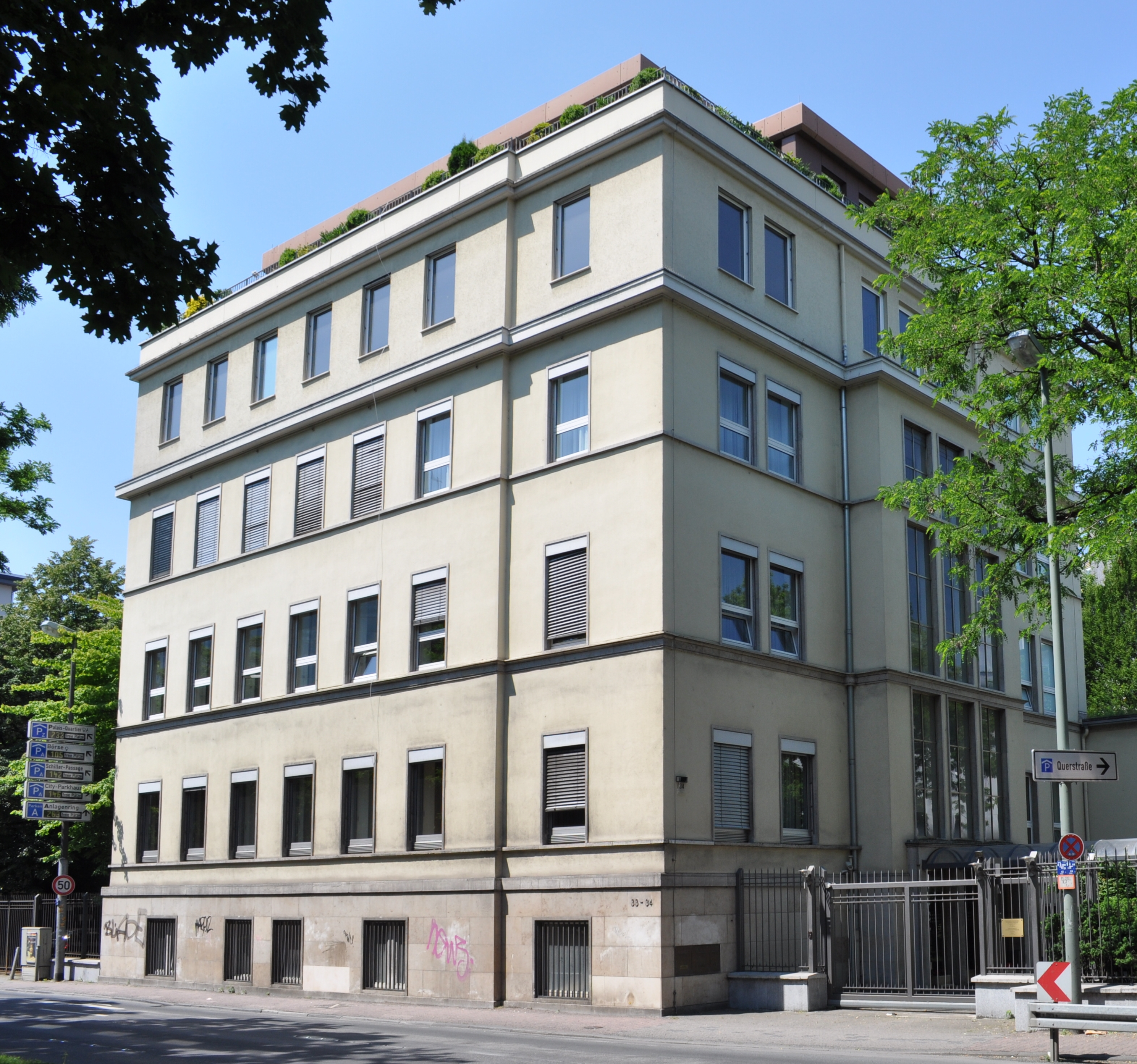
کنسولگری روسیه در فرانکفورت

- آنگولا
- آرژانتین
- استرالیا
- برزیل
- شیلی
- چین
- کلمبیا (کنسولگری)
- کرواسی
- مصر
- فرانسه
- یونان
- هند
- اندونزی
- ایران
- عراق
- ایتالیا
- ژاپن
- قزاقستان
- کوزوو

- مالزی
- مکزیک
- مولدووا
- مونته‌نگرو
- مراکش
- پاکستان
- پاراگوئه
- پرو
- فیلیپین
- پرتغال
- صربستان
- کره جنوبی
- اسپانیا
- سوئیس
- تایوان
- تایلند
- ترکیه
- ترکمنستان
- اوکراین
- ایالات متحده آمریکا
- ازبکستان
- ونزوئلا
- ویتنام

### فرایبورگ
- ایتالیا

### هامبورگ

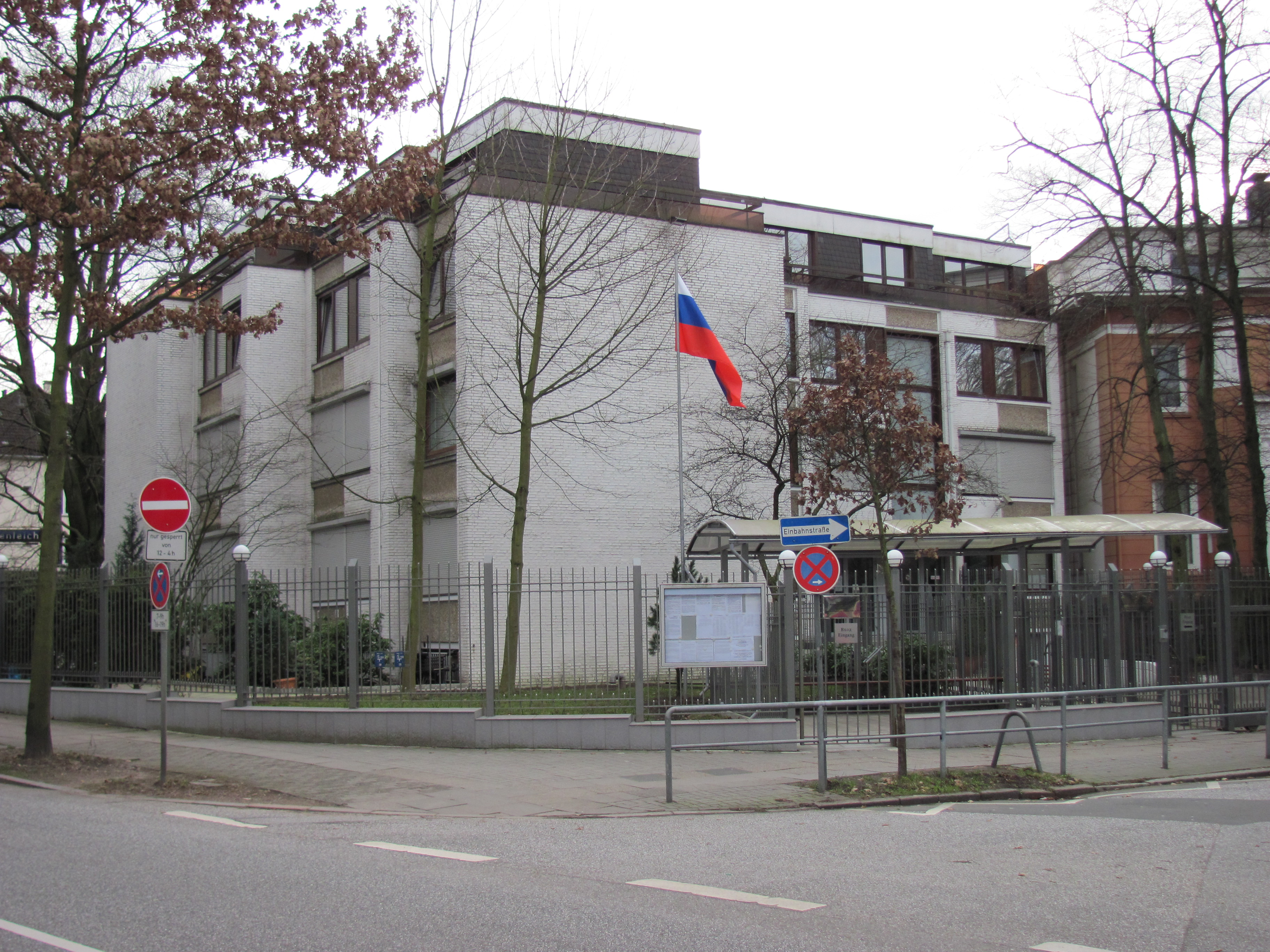
کنسولگری روسیه در هامبورگ.

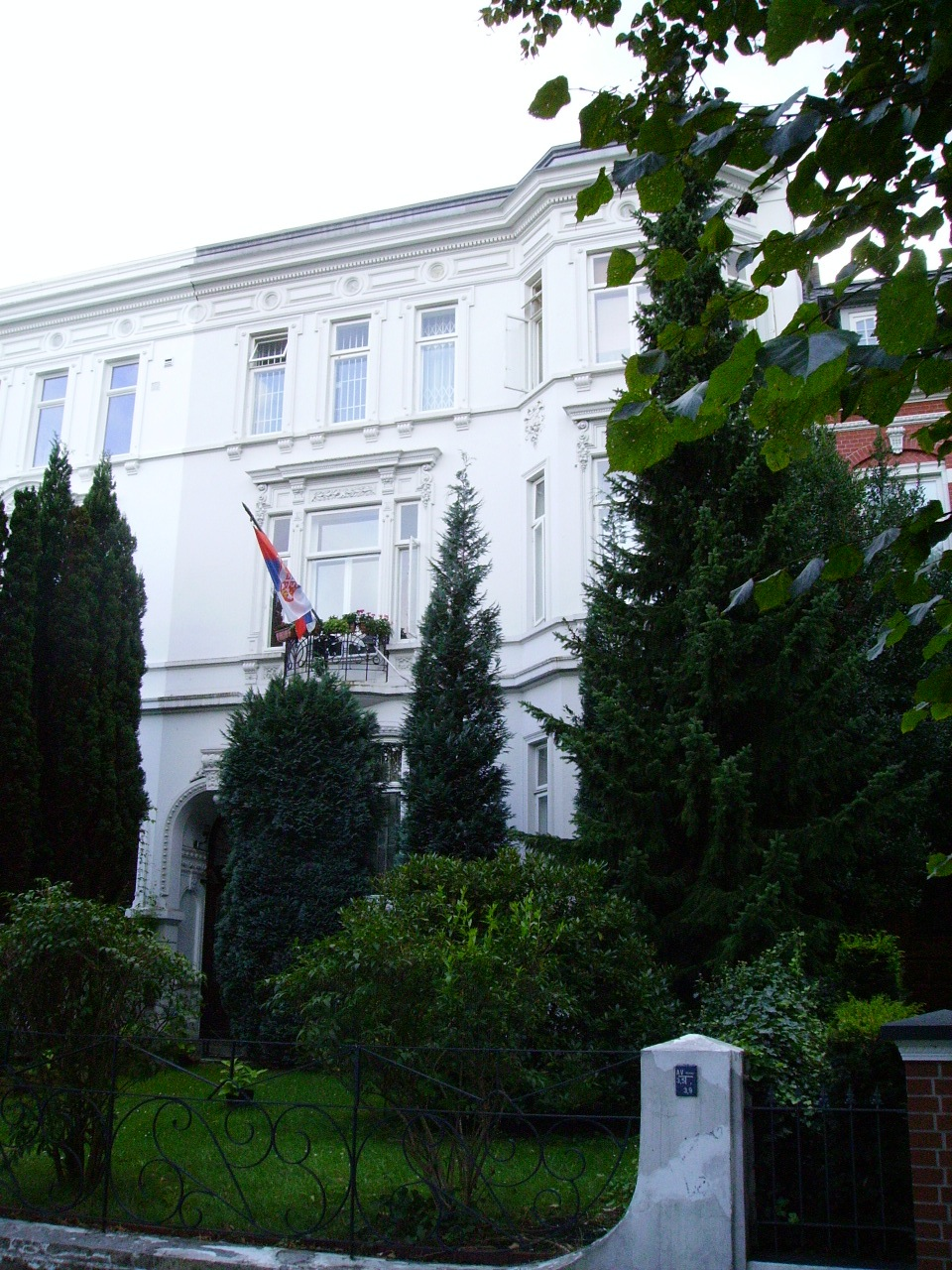
کنسولگری صربستان در هامبورگ.

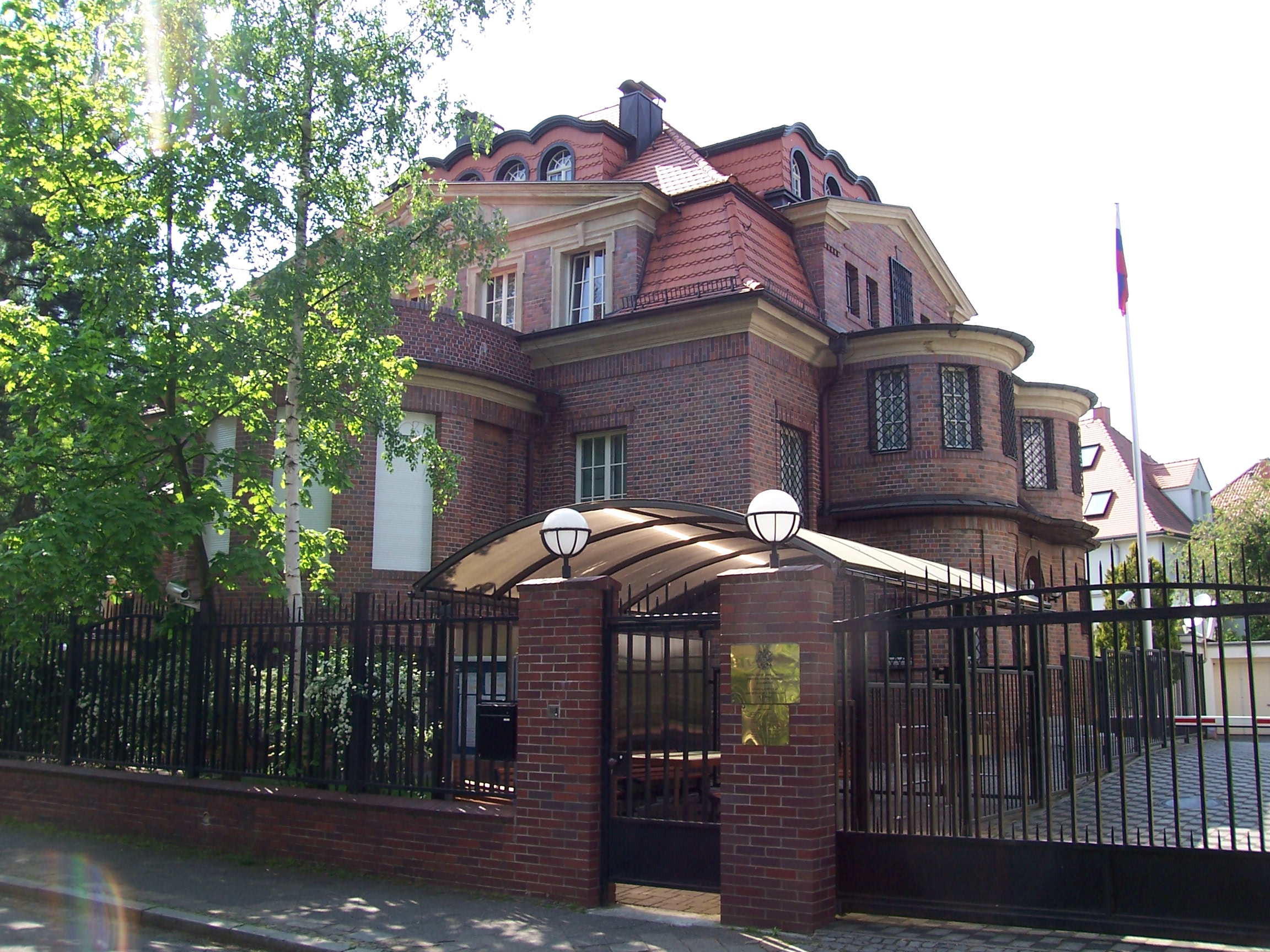
کنسولگری روسیه در لایپزیگ.

- آرژانتین
- شیلی
- چین
- کرواسی
- قبرس
- دانمارک
- جمهوری دومینیکن
- اکوادور
- مصر
- فنلاند
- فرانسه
- یونان
- هندوراس
- هند
- اندونزی
- ایران
- ژاپن
- نیوزیلند
- مقدونیه شمالی
- پرو
- لهستان
- پرتغال
- روسیه
- صربستان
- کره جنوبی
- اسپانیا
- سوئد
- سوئیس
- تایوان
- ترکیه
- اوکراین
- ایالات متحده آمریکا
- اروگوئه

### هانوفر
- یونان
- ایتالیا
- اسپانیا
- ترکیه

### کارلسروهه
- ترکیه

### لایپزیگ
- یونان
- ایتالیا
- روسیه
- ایالات متحده آمریکا

### ماینتس
- ترکیه

### مونیخ

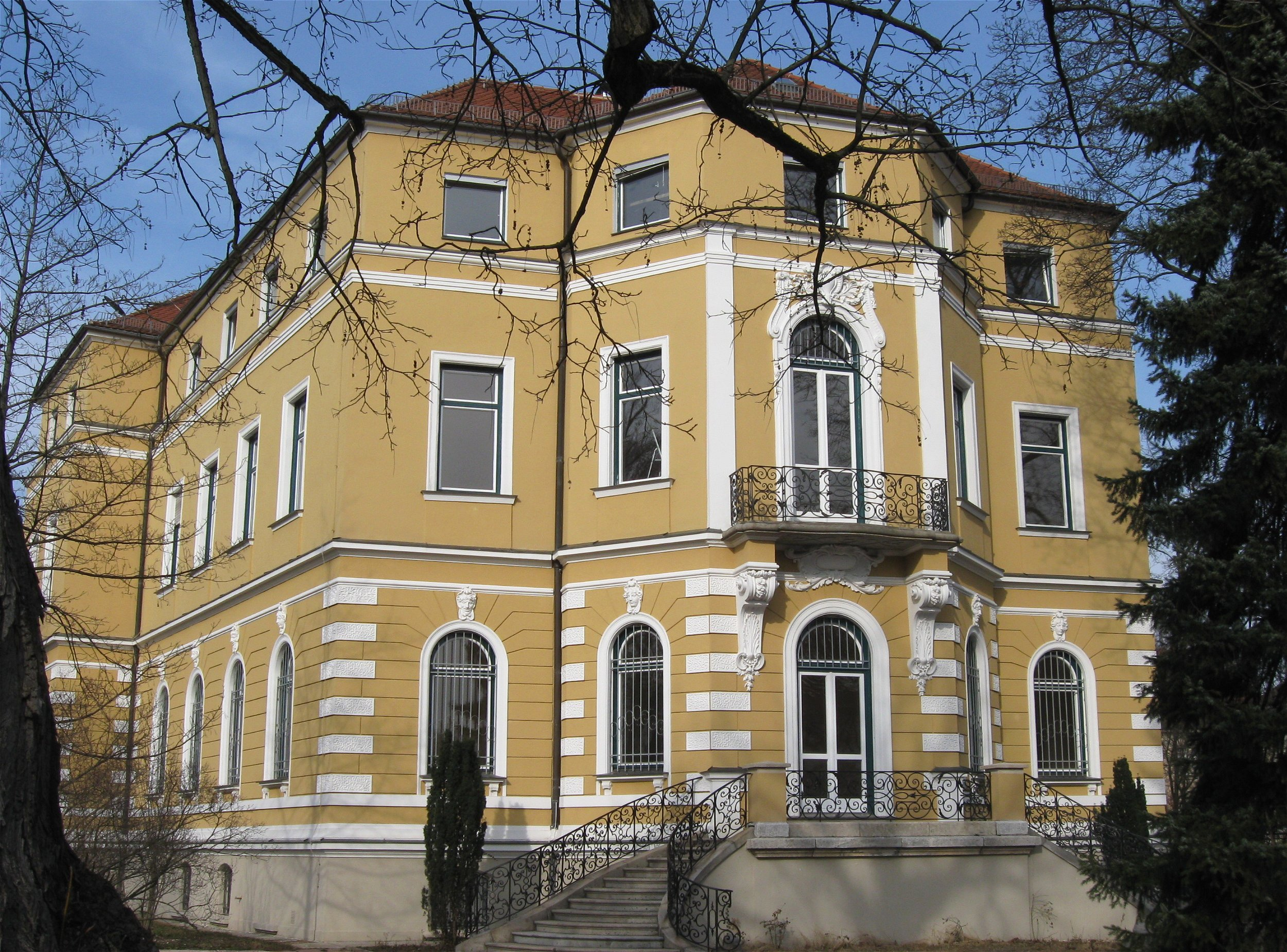
کنسولگری روسیه در مونیخ.

- آلبانی
- اتریش
- بلاروس
- بوسنی و هرزگوین
- برزیل
- بلغارستان
- کانادا (کنسولگری)
- شیلی (کنسولگری)
- چین
- کرواسی
- جمهوری چک
- دانمارک
- فرانسه
- یونان
- مجارستان
- هند
- ایران
- اسرائیل
- ایتالیا
- ژاپن
- کوزوو
- مونته‌نگرو
- هلند
- مقدونیه شمالی
- پرو
- لهستان
- رومانی
- روسیه
- صربستان
- اسلواکی
- اسلوونی
- آفریقای جنوبی
- اسپانیا
- سوئیس
- تایوان
- ترکیه
- اوکراین
- بریتانیا
- ایالات متحده آمریکا

### مونستر
- ترکیه

### نورنبرگ
- ترکیه

### زاربروکن
- فرانسه
- ایتالیا (کنسولگری)

### اشتوتگارت
- بوسنی و هرزگوین
- کانادا (کنسولگری)
- کلمبیا (کنسولگری)
- کرواسی
- فرانسه
- یونان
- ایتالیا
- کوزوو

- پرتغال
- صربستان
- اسپانیا
- سوئیس
- سوئد (کنسولگری)
- ترکیه

### وولفسبورگ
- ایتالیا (دفتر کنسولی)

## دفترهای نمایندگی
- جمهوری آرتساخ (نمایندگی دائمی)[۲]
- تشکیلات خودگردان فلسطین (نمایندگی عمومی)
- جمهوری دموکراتیک عربی صحرا (نمایندگی دائمی)
- ائتلاف ملی برای انقلاب و نیروهای مخالفین سوریه (دفتر رابط)
- تایوان (دفتر اقتصادی و فرهنگی تایپه)

## سفارت‌های معتبر
ساکن در بروکسل مگر اینکه به آن اشاره شود.
- آندورا
- آنتیگوآ و باربودا (لندن)
- باهاما (لندن)
- باربادوس
- بلیز
- جمهوری آفریقای مرکزی (پاریس)
- کومور (پاریس)
- دومینیکا
- اسواتینی
- فیجی (لندن)
- گامبیا
- گرنادا
- گویان
- پالائو (واشینگتن، دی.سی.)
- پاپوآ گینه نو (سنگاپور)
- ساموآ
- سنت کیتس و نویس (لندن)
- سنت لوسیا (لندن)
- سان مارینو (سان مارینو)
- سائوتومه و پرنسیپ
- سیشل (پاریس)
- جزایر سلیمان
- سورینام (لاهه)
- تونگا (لندن)
- ترینیداد و توباگو